# 利维坦 (2014年电影)
《利维坦》（俄語：Левиафан）是2014年安德烈·萨金塞夫执导的俄國剧情片，亞歷克賽·席列布瑞亞柯夫、Elena Lyadova 和弗拉季米尔·弗多维琴科夫主演。影片入围2014年戛纳电影节主竞赛单元，并获得最佳编剧奖。本片代表俄罗斯角逐并入围第87届奥斯卡最佳外语片。赢得第72届金球奖最佳外语片。

## 剧情
故事背景设在俄国西北部巴伦支海沿岸的小港口城市。主人公科里亚和前妻的儿子罗马，以及年轻貌美的妻子利里娅过着平静的生活。科里亚有自己的小楼，落地窗外是小河流过，小楼底层经营着汽车修理店。而当地腐败的市长以公用设施建设为名前来强行征收房屋和土地时，悲剧生活的序幕就此拉开。
科里亚向法院控告政府的征收费用不公以及程序违法，未得到法院的采纳，并被限期搬迁。在律师朋友德米特里的帮助下，德米特里以手头握有市长Vadim违法的证据，要求Vadim增加支付拆迁补偿金。后来Vadim找人殴打并威胁该律师。
德米特里在科里亚家里居住的一段时间，他和科里亚之妻利里娅产生了一段婚外情。后来此事被科里亚发现，科里亚与德米特里发生冲突，德米特里也曾威胁过利里娅。德米特里于是被迫离开此地回到莫斯科。感到内疚的利里娅之后选择跳水身亡。由于警局做了伪证，科里亚被当作涉嫌杀害其妻的凶手被抓了起来，最后被法院判处15年监禁。其未成年的儿子罗马则被朋友收养了起来。
科里亚的房屋随后遭到拆除，市长Vadim的拆迁计划得到实现，他对科里亚得到的刑事惩罚也感到满意。

## 角色
- 亞歷克賽·席列布瑞亞柯夫 - Kolya
- Roman Madyanov - Vadim，市长
- 弗拉季米尔·弗多维琴科夫 - Dmitriy，Kolya的朋友，来自于莫斯科的律师
- Elena Lyadova - Lilya，Kolya的妻子，Romka的继母
- Sergey Pokhodaev - Roma，Kolya的儿子

## 制作
安德烈·萨金塞夫和Oleg Negin根据《约伯记》改编而成。片中有超过15个角色，这些演员大多与导演多次合作。俄国西北部科拉半岛基洛夫斯克为取景地。2013年5月开始筹拍，8月至10月为拍摄日期。影片的投资主要来自俄国文化部和俄国电影基金。
片名源自英国著名政治哲学家托马斯·霍布斯1651年出版的书籍《利维坦》，讲述国家契约和公民的关系。影片故事和主人公改编来自希伯来圣经中的人物先知约伯。
制片人Alexander Rodnyansky表示: "它处理的是一些当代俄国最重要的社会问题，是有关现代人的爱和悲剧经历的故事。"

## 发行
本片在坎城影展于2014年5月23日首映。英国将由Curzon Cinemas发行，澳洲和新西兰将由Palace Entertainment发行。

## 评价
《卫报》的Peter Bradshaw给出满分的五颗星，认为导演能完成如此一部充满野心的影片令人佩服。
《好莱坞报道者》影评人 Leslie Felperin 对如此一部抨击普京政府腐败的影片竟然是得到俄羅斯聯邦文化部大力支持拍摄而成的事实感到吃惊。
新浪影评：“影片通过主人公的悲剧遭遇，辛辣的讽刺了后苏联时代的俄罗斯局面，探讨国家对人民服务的失职，对俄罗斯政权腐败的揭露尺度之大，对俄国政治体制持的悲观态度，令人惊叹。影片中由菲利普-戈拉斯作曲的音乐，精致优美颇有锡兰作派的画面，演员们精彩的表演都无可挑剔。而其中尤其值得一提的是为了给沉重的主题寻找平衡，导演巧妙融入的冷幽默。如果说整部影片令人震撼，从政府腐败司法缺失转到三角恋悲剧，从神秘失踪到谋杀定罪的黑色侦探，再升华到宗教告白，影片过于野心和戏剧化的剧情转折铺陈，在其传达的信息之外，也分散了原本可以聚焦的力量，成为该片值得争议之处。”
北美上映后，媒体综评91分，烂番茄新鲜度高达99%，收获一片赞美。代表影评：“安德烈导演的这部作品融合了寓言、残酷的情节冲突、黑色幽默和惊人之美，影片的每一帧都富有深意”，“一部痛苦、暴力且冷酷的现代杰作”，“一部沮丧、偶有笑点、令人心碎但恢弘壮丽的作品，今年最出色的影片之一”，“一个充满了现代感的苦涩寓言，一个开放式的惊悚影片，一个阴暗的社会喜剧，不加掩饰的政治影射和浸透了苦涩的讽刺”。

## 奖项
- 2014年戛纳电影节最佳编剧
- 第72届金球奖最佳外语片
- 第87届奥斯卡最佳外语片提名
- 第68届英国电影学院奖最佳外语片提名
- 第35届伦敦影评人协会奖最佳外语片
- 亚太电影奖最佳影片
- 慕尼黑影展最佳电影
- 阿布扎比电影节最佳电影
- 印度国际电影节金孔雀奖
- 国际摄影师艺术影展最佳摄影：Mikhail Krichman

第27届欧洲电影奖
- 最佳影片提名
- 最佳导演提名
- 最佳编剧提名
- 最佳欧洲男演员提名：Aleksei Serebryakov

第13届俄罗斯电影金鹰奖
- 最佳导演：Andrey Zvyagintsev
- 最佳女主角：Elena Lyadova
- 最佳剪辑：Anna Mann
- 最佳男配角：Roman Madyanov Jr.